# Bosnia y Herzegovina en los Juegos Paralímpicos de Pekín 2008
Bosnia y Herzegovina estuvo representada en los Juegos Paralímpicos de Pekín 2008 por quince deportistas, catorce hombres y una mujer.

## Medallistas
El equipo paralímpico bosnio obtuvo las siguientes medallas:
| Nombre | Deporte          | Evento         |
| --- | ---------------- | -------------- |
| Oro |                  |                |
| — |                  |                |
| Plata |                  |                |
| Safet Alibašić Sabahudin Delalić Mirzet Duran Esad Durmišević Ismet Godinjak Dževad Hamzić Ermin Jusufović Hidajet Jusufović Zikret Mahmić Adnan Manko Asim Medić Ejub Mehmedović | Voleibol sentado | Torneo sentado |
| Bronce |                  |                |
| — |                  |                |